# Euploea arcana
Euploea arcana är en fjärilsart som beskrevs av Talbot och Le Cerf 1925. Euploea arcana ingår i släktet Euploea och familjen praktfjärilar. Inga underarter finns listade i Catalogue of Life.